# Cartolas
Cartolas é uma banda brasileira, com influências  de rock and roll e MPB, formada em 2003 na cidade de Canoas, no Rio Grande do Sul.
A banda foi ganhadora do festival "Claro que é Rock" de 2005 e do Prêmio Açorianos de Música, o maior certame de música do Rio Grande do Sul, em 2007, na categoria melhor disco pop, tendo recebido três indicações para o prêmio, entre elas melhor instrumentista e melhor vocalista.
As letras da música da banda podem variar do sério ao sarcástico como é o caso de Cara de vilão e Que Diabos Tu Tem Dentro Da Cabeça?. Já realizou shows em São Paulo, Rio de Janeiro, Natal e pelo interior do Rio Grande do Sul. Em 2010 se apresentaram pela terceira vez no Planeta Atlântida, o maior festival de música do sul do país.
Seu primeiro disco, Original de Fábrica (2007) foi produzido por Carlos Eduardo Miranda, na Toca do Bandido no Rio de Janeiro. Seu segundo disco conta com participações ilustres, como a do guitarrista Márcio Petracco e do pianista Yanto Laitano.

## Discografia
- 2007 - Original de Fábrica
- 2010 - Quase Certeza Absoluta
- 2013 - Apavorando o Flashdance
- 2015 - Cartolas IV

### Singles
| Ano  | Canção                                | Álbum                   |
| ---- | ------------------------------------- | ----------------------- |
| 2007 | "Cara de Vilão"                       | Original de Fábrica     |
| 2007 | "Que Diabos Tu Tem Dentro da Cabeça?" | Original de Fábrica     |
| 2008 | "Sujeito Boa Praça"                   | Original de Fábrica     |
| 2010 | "Partido em Franja"                   | Quase certeza absoluta  |
| 2010 | "Meu Bem E o Assovio"                 | Quase certeza absoluta  |
| 2012 | "Retardado Sentimental"               | Quase certeza absoluta  |
| 2013 | "Alto Lá"                             | Apavorando o Flashdance |
| 2013 | "Um Segundo"                          | Apavorando o Flashdance |
| 2014 | "Preto e Branco"                      | Apavorando o Flashdance |
| 2014 | "A Vaia do Despertador"               | Apavorando o Flashdance |
| 2015 | "Sem Sal"                             | Cartolas                |
| 2017 | "Zero a Zero"                         |                         |
| 2018 | "Sem Maquiagem"                       |                         |

## Formação

### Integrantes
- Deluce (vocal)
- Dé Silveira (guitarra)
- Christiano "Melão" Todt (guitarra)
- Dyego Gheller (baixo)
- Lucas Giorgetta (bateria)

### Ex-integrantes
- Luciano Preza (vocal)
- Pedro Petracco (bateria)
- Mariano Wortmann (baixo)
- Artur Schüller (vocal)
- "Che" Wodarski (bateria)
- Guilherme Morellato (guitarra)
- Lúcio Bongo (bateria)
- Otávio Silveira (baixo)

## Prêmios e indicações

### Prêmio Açorianos
| Ano  | Categoria                | Indicação              | Resultado |
| ---- | ------------------------ | ---------------------- | --------- |
| 2007 | Disco de Pop             | Original de Fábrica    | Venceu    |
| 2007 | Revelação                | Cartolas               | Indicado  |
| 2010 | Disco de Pop de Pop/Rock | Quase Certeza Absoluta | Indicado  |

- 2005: Claro Q É Rock